# Vilcabamba (Apurímac)
Vilcabamba es una localidad peruana ubicada en la región Apurímac, provincia de Grau, distrito de Vilcabamba. Se encuentra a una altitud de 2784 m s. n. m. Tenía una población de 644 habitantes en 1993.

## Clima
| Parámetros climáticos promedio de Vilcabamba | Parámetros climáticos promedio de Vilcabamba | Parámetros climáticos promedio de Vilcabamba | Parámetros climáticos promedio de Vilcabamba | Parámetros climáticos promedio de Vilcabamba | Parámetros climáticos promedio de Vilcabamba | Parámetros climáticos promedio de Vilcabamba | Parámetros climáticos promedio de Vilcabamba | Parámetros climáticos promedio de Vilcabamba | Parámetros climáticos promedio de Vilcabamba | Parámetros climáticos promedio de Vilcabamba | Parámetros climáticos promedio de Vilcabamba | Parámetros climáticos promedio de Vilcabamba | Parámetros climáticos promedio de Vilcabamba |
| Mes                                          | Ene.                                         | Feb.                                         | Mar.                                         | Abr.                                         | May.                                         | Jun.                                         | Jul.                                         | Ago.                                         | Sep.                                         | Oct.                                         | Nov.                                         | Dic.                                         | Anual                                        |
| -------------------------------------------- | -------------------------------------------- | -------------------------------------------- | -------------------------------------------- | -------------------------------------------- | -------------------------------------------- | -------------------------------------------- | -------------------------------------------- | -------------------------------------------- | -------------------------------------------- | -------------------------------------------- | -------------------------------------------- | -------------------------------------------- | -------------------------------------------- |
| Temp. máx. media (°C)                        | 19                                           | 19                                           | 19                                           | 20                                           | 20                                           | 19                                           | 19                                           | 20                                           | 20                                           | 21                                           | 21                                           | 21                                           | 19.8                                         |
| Temp. media (°C)                             | 16                                           | 15.8                                         | 15.9                                         | 16.1                                         | 15.4                                         | 14.6                                         | 14.4                                         | 14.8                                         | 15.5                                         | 17.5                                         | 17.1                                         | 16.1                                         | 15.8                                         |
| Temp. mín. media (°C)                        | 7                                            | 7                                            | 6                                            | 5                                            | 3                                            | 1                                            | 0.5                                          | 2                                            | 4                                            | 5.5                                          | 6                                            | 6.5                                          | 4.5                                          |
| Fuente n.º 1: Accuweather                    |                                              |                                              |                                              |                                              |                                              |                                              |                                              |                                              |                                              |                                              |                                              |                                              |                                              |
| Fuente n.º 2: climate-data.org               |                                              |                                              |                                              |                                              |                                              |                                              |                                              |                                              |                                              |                                              |                                              |                                              |                                              |